# Odette, agent S 23
Pour plus de détails, voir Fiche technique et Distribution.
Odette, agent S 23 (Odette) est un film britannique de Herbert Wilcox, sorti en 1950.

## Synopsis
Le film relate l'activité d'Odette Sansom, héroïne française du Special Operations Executive, qui fut courrier (agent de liaison) dans le réseau SPINDLE de Peter Churchill actif dans le sud-est de la France, et qui fut arrêtée en avril 1943 avant d'être déportée à Ravensbrück.

## Fiche technique
- Titre : Odette, agent S 23
- Titre original : Odette
- Réalisation : Herbert Wilcox
- Scénario : Warren Chetham Strode, d'après le livre de Jerrard Tickell
- Production : Herbert Wilcox, pour Herbert Wilcox Productions
- Musique : Anthony Collins
- Photographie : Max Greene
- Décors : William C. Andrews
- Montage : Bill Lewthwaite
- Pays d'origine : Royaume-Uni
- Langues : anglais, français allemand
- Format : Noir et Blanc - 1,37:1 - Mono
- Genre : Drame, guerre et espionnage
- Durée : 124 minutes
- Dates de sortie :
  - 6 juin 1950  Royaume-Uni
  - 3 novembre 1950  France
  - 27 mars 1951  États-Unis (New York)

## Distribution
- Anna Neagle : Odette Sansom, alias Marie et Lise
- Trevor Howard : le capitaine Peter Churchill, alias Raoul
- Marius Goring : le colonel Henri
- Bernard Lee : Jack
- Peter Ustinov : le lieutenant Alex Rabinovich, alias Arnauld
- Maurice Buckmaster : lui-même
- Alfred Schieske : le commandant
- Gilles Quéant : Jacques
- Marianne Walla : le surveillant
- Fritz Wendhausen : le colonel